# Severi Pyysalo
Jaani Pekka Severi Pyysalo, född 18 december 1967 i Björneborg, är en finländsk vibrafonist och kompositör av jazzmusik och konstmusik.
Severi Pyysalo växte upp i Åbo och studerade vid unga år klassisk musik på Åbo konservatorium. Från 1987 studerade han på Sibeliusakademin i Helsingfors.
Han kom ut med debutalbumet Autumn Leaves - Severi Comes 1982. Han fick sitt genombrott på festivalen Pori Jazz i Björneborg 1984, där han uppträdde tillsammans med Sarah Vaughan och Paquito D'Rivera.

## Diskografi i urval
- New Moods New Sounds, Blue Note, 2002
- Kuunnelmia, Blue Note, 2004
- Aviaja, Footprint Records, 2005
- Maan Korvessa, Levypallo, 2008
- Lay Back And Listen!, 2011